# Герман Беме
Герман Беме (нім. Hermann Böhme; 29 листопада 1896, Фрайберг — 29 жовтня 1968, Мюнхен) — німецький воєначальник, генерал-лейтенант вермахту. Кавалер Німецького хреста в сріблі.

## Біографія
10 серпня 1914 року вступив в армію. Учасник Першої світової війни. Після демобілізації армії залишений в рейхсвері. З 18 січня 1936 року — 1-й офіцер Генштабу 8-ї піхотної дивізії, з 25 березня 1938 року — 2-го армійського корпусу. З 1 листопада 1939 року — директор групи оборонного оперативного штабу Відділу оборони держави ОКВ. З 27 червня 1940 по 15 березня 1943 року — начальник Генштабу Німецької комісії з перемир'я. З 1 травня 1943 року — командир 121-го піхотного полку, з 2 серпня 1943 року — 370-ї, з 7 вересня 1943 року — 73-ї піхотної дивізії. 13 травня 1944 року взятий в полон радянськими військами. 6 жовтня 1955 року переданий владі ФРН і звільнений.

## Нагороди
- Залізний хрест 2-го і 1-го класу
- Орден Альберта (Саксонія), лицарський хрест 2-го класу з мечами
- Орден Заслуг (Саксонія), лицарський хрест 2-го класу з мечами
- Військовий орден Святого Генріха, лицарський хрест
- Нагрудний знак «За поранення» в сріблі
- Почесний хрест ветерана війни з мечами
- Медаль «За вислугу років у Вермахті» 4-го, 3-го, 2-го і 1-го класу (25 років)
- Застібка до Залізного хреста[3]
  - 2-го класу (21 вересня 1939)
  - 1-го класу (1 жовтня 1939)
- Хрест Воєнних заслуг 2-го і 1-го класу з мечами (1 вересня 1942)[3] — отримав 2 нагороди одночасно.
- Німецький хрест в сріблі